# František Barbarini
František (Franz) Barbarini (1804, Znojmo – 20. ledna 1873, Vídeň) byl malíř krajinář a rytec, který pracoval pro zlatníky.

## Život
Narodil se v rodině hauptmanna (voj. hodnost) Josefa Barbariniho a jeho manželky Johanny, rozené Haupt.
V letech 1824–1826 studoval sochařství na vídeňské Akademii u Josefa Kempela.
Dne 15. února 1836 se ve Vídni oženil s dvaadvacetiletou Annou, rozenou Ludwig. Manželé Barbarini měli několik dětí. Dcera Josefa (1845–1846) zemřela předčasně.
Jeho synové Gustav Barberini (17. června 1840–1909) a Emil Barbarini (1855–1933)  byli také malíři.

## Dílo
Začínal jako návrhář a rytec pro zlatníky a výrobce stříbrného zboží. Později přešel ke krajinomalbě. Podnikl četné studijní cesty do rakouských a švýcarských Alp. Z námětů jeho obrazů je patrné, že se v 50. letech zdržoval v oblasti Salcburku, Berchtesgadenu, Gmundenu, Mödlingu a Wetterhornu (Švýcarsko). Maloval také Prahu.

## Galerie

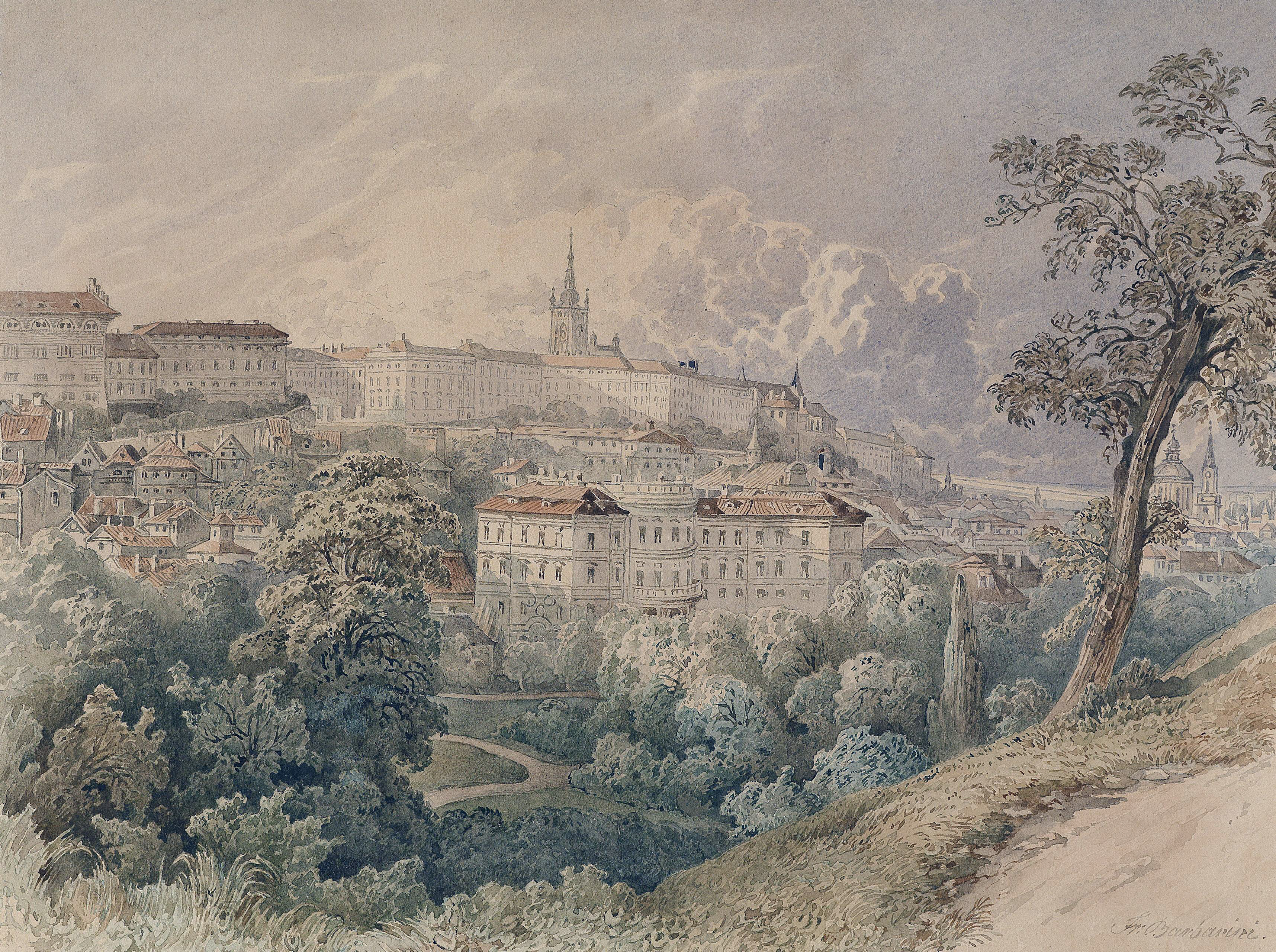
Pohled na Prahu z Petřína
Splügen (kolem 1830)
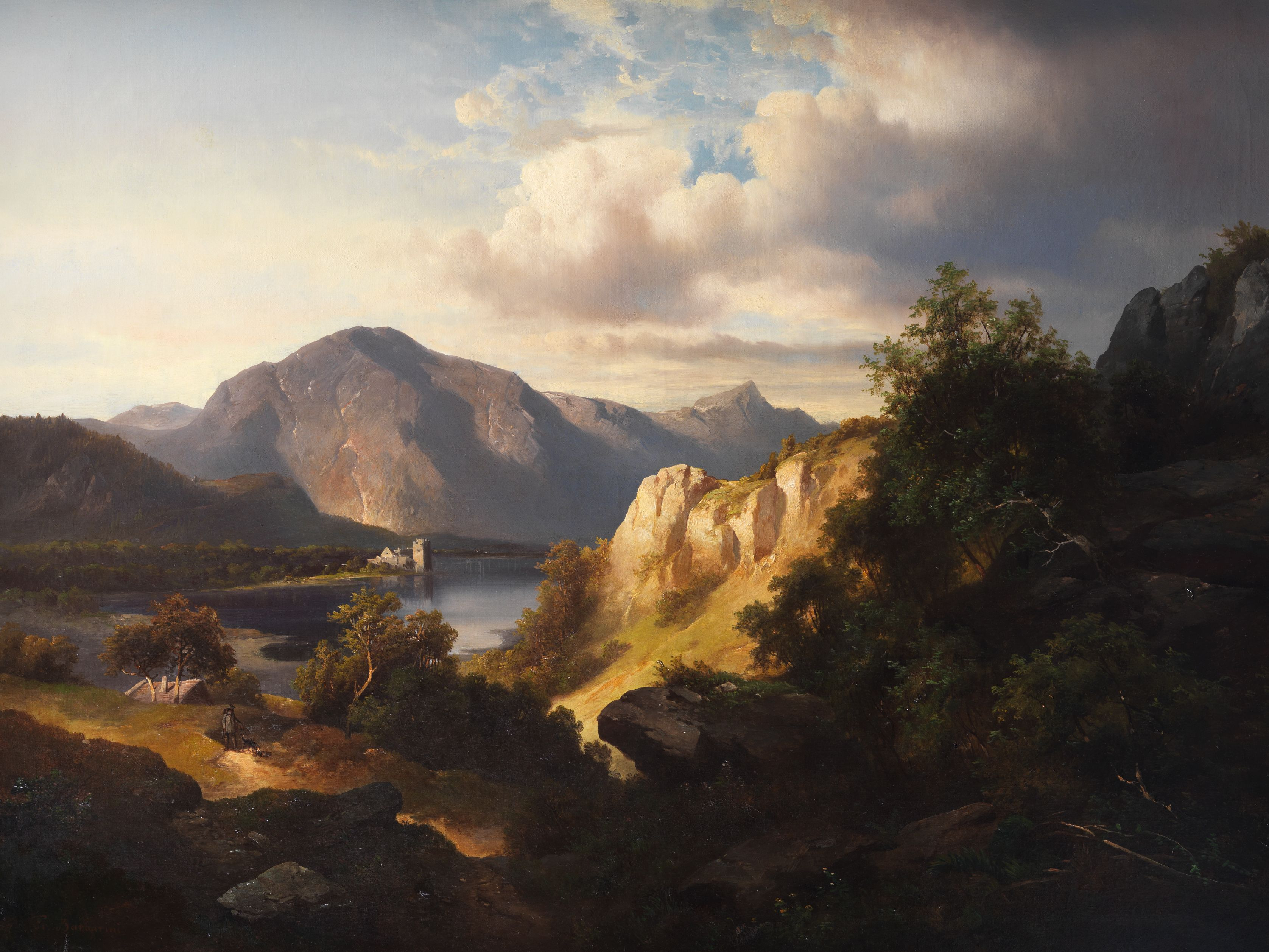
Krajina s poutníky
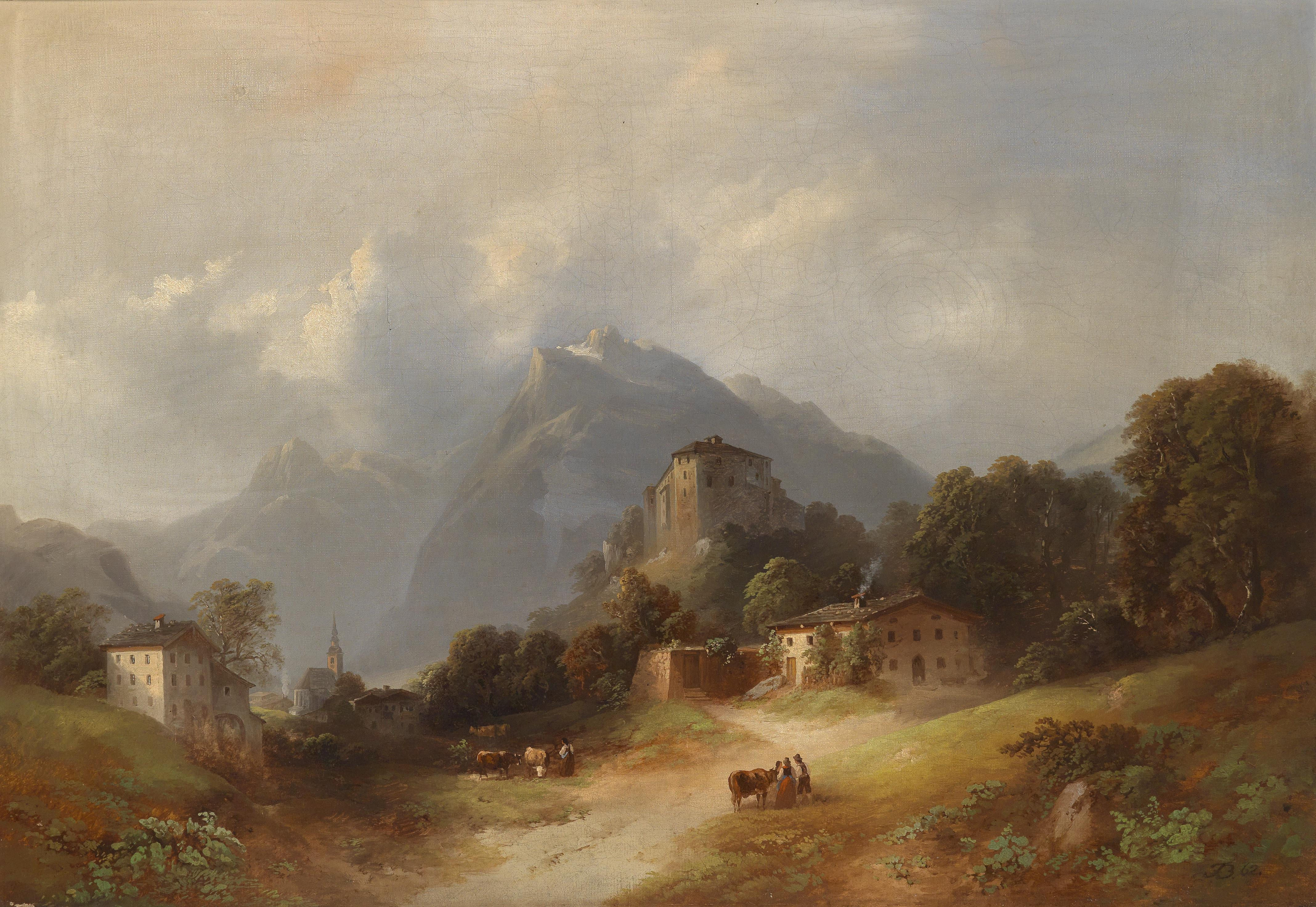
Krajina (1862)
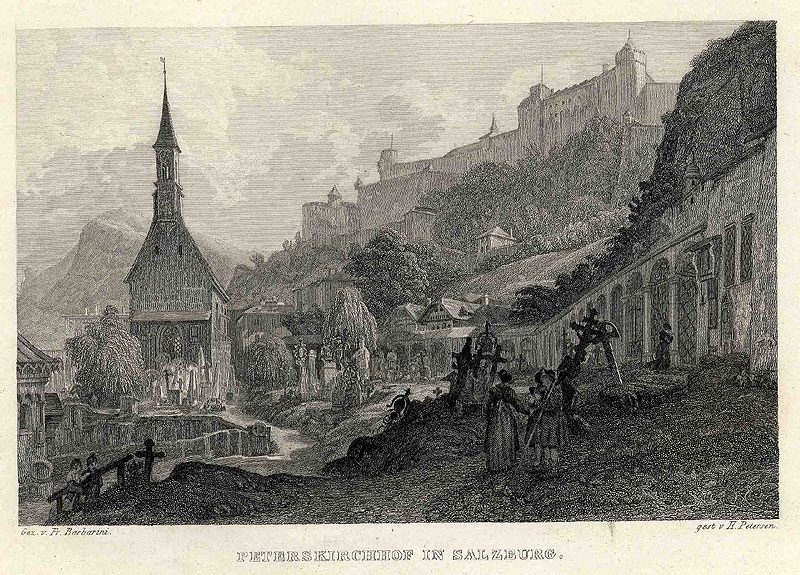
Peterskirchhof v Salcburku